# 韦恩·特利
韦恩·特利（英語：Wayne Turley，1972年11月2日—），澳大利亚男子草地滚球运动员。他曾代表澳大利亚参加2006年和2010年英联邦运动会草地滚球比赛，共获得一枚金牌和一枚银牌。